# Кургантепа
Кургантепа́ (узб. Qoʻrgʻontepa / Қўрғонтепа — город (с 1976 года), административный центр Кургантепинского района Андижанской области Узбекистана. Население — 35 400 человек (2020 год). Город расположен на северо-востоке Андижанской области, у подножия Ферганского и Алайского хребтов, между каналами Андижансай и Шахрихансай. Расстояние до города Андижан 41 км.

## История
Ферганская долина была заселена с древнейших времён. На территории современной Кургантепы находятся следующие археологические памятники, входящие в список «Объектов материального культурного наследия Узбекистана республиканского значения», городище Кургантепа (IV — III вв до н.э.), Мозорбуватепалиги (I в до н.э. — I в н.э.), Тошадеватепалиги (неопределённой датировки).
В городе также находится архитектурный памятник начала XX века медресе Мирзакулбулиш (время постройки 1909 — 1912 гг).
По данным на 1 октября 1948 года, сельсовет Кургонтепа входил в состав Ворошиловского района Андижанской области Узбекской ССР. 27 марта 1953 года из Ворошиловского района был выделен Кургантепинский район.
В 1976 году Кургантепа получила статус города.

## Промышленность
В Кургантепе действуют мелькомбинат, инструментальный завод и швейная фабрика.

## Транспорт
В городе расположена железнодорожная станция Савай на линии Андижан I — Карасу-Узбекский.